# Ehrenstein (Stadtilm)
Ehrenstein is een dorp in de Duitse gemeente Stadtilm in het Ilm-Kreis in Thüringen. Het dorp wordt voor het eerst vermeld in een oorkonde uit 1274. Even buiten het dorp staat de ruïne van de in de 18e eeuw in verval geraakte grafelijke Burcht Ehrenstein, waarvan de geschiedenis teruggaat tot de twaalfde eeuw. De ruïne, een geliefd doel van wandeluitstapjes, is gedeeltelijk toegankelijk,  mits men een wandeling onder begeleiding van een gids heeft geboekt. 

## Geschiedenis
In 1996 werd de tot dan zelfstandige gemeente deel van de gemeente Ilmtal, die op 6 juli 2018 opging in de gemeente Stadtilm.